# 1292 Luce
1292 Luce eller 1933 SH är en asteroid i huvudbältet, som upptäcktes den 17 september 1933 av den belgiske astronomen Fernand Rigaux i Uccle. Den har fått sitt namn efter upptäckarens fru.
Asteroiden har en diameter på ungefär 13 kilometer.